# Pyöreäjärvi (sjö i Leppävirta, Norra Savolax)
Pyöreäjärvi är en sjö i kommunen Leppävirta i landskapet Norra Savolax i Finland. Den är 19,9 meter djup. Arean är 45 hektar och strandlinjen är 3,41 kilometer lång. Sjön  ingår i Vuoksens huvudavrinningsområde.   Den ligger omkring 64 kilometer sydöst om Kuopio och omkring 300 kilometer nordöst om Helsingfors. 